# كرميا
كرميا قرية تتبع ناحية الروضة في منطقة بانياس التابعة لمحافظة طرطوس.